# 김형렬 (1959년)
김형렬(金亨烈, 1959년 6월 3일 ~ 대구광역시 남구)은 대한민국의 정치인이다. 제14대 수성구청장을 역임했다. 종교는 천주교이며, 세례명은 바오로이다.

## 학력
- 대구영선초등학교
- 대구중학교
- 대륜고등학교
- 경북대학교 행정학사
- 경북대학교 대학원 행정학 석사(1985년)

## 경력
- 경북대학교 학생처 근무(1983년 ~ 1984년)
- 제15대 대통령선거대책위원회 경북종합상황실 실장(1997년)
- 경북외국어테크노대학교 겸임교수(1998년 ~ 2002년)
- 대경미래포럼 공동대표(2000년 ~ )
- 제16대 대통령선거대책위원회 경북종합상황실 실장(2002년)
- 한나라당 중앙당 부대변인
- 제14대 대구 수성구청장(2006.07 ~ 2010.06, 한나라당)
- 한나라당 대변인실 행정실장
- 한나라당 제5정책 조정위원회 부위원장
- 한나라당 상근 전략 기획위원
- 한나라당 정책기획 TF팀장
- 한나라당 경북도당 사무처장

## 역대 선거 결과
|  | 79.99% |

|  | 38.22% |

| 전임 김규택 | 제14대 대구광역시 수성구청장(민선) 2006년 7월 1일 ~ 2010년 6월 30일 | 후임 이진훈 |